# Orthemis anthracina
Orthemis anthracina – gatunek ważki z rodziny ważkowatych (Libellulidae). Występuje na terenie Ameryki Południowej.